# Ghiacciaio Jacobsen
Il ghiacciaio Jacobsen è un ghiacciaio lungo circa 22 km situato nella regione sud-occidentale della Dipendenza di Ross, nell'Antartide orientale. Il ghiacciaio, il cui punto più alto si trova a circa 2400 m s.l.m., si trova nella dorsale Holland, sulla costa di Shackleton, dove fluisce verso est-nord-est partendo dal versante orientale del monte Reid e fiancheggiando il versante meridionale del monte Rifenburgh fino ad andare ad alimentare la barriera di Ross.

## Storia
Il ghiacciaio Jacobsen è stato mappato da membri dello United States Geological Survey (USGS), grazie a ricognizioni tellurometriche effettuate dallo stesso USGS nel 1961-62 ed a fotografie scattate durante ricognizioni aeree effettuate dalla marina militare statunitense nel 1960. In seguito esso è stato così battezzato dal comitato consultivo dei nomi antartici in onore di H. Jacobsen, capitano della USNS Chattahoochee durante l'Operazione Deep Freeze del 1964-1965.